# Île Ekins
L'île Ekins est une île inhabitée de l'archipel arctique canadien au Nunavut. Elle est située dans la baie Norwegian au nord de l'île Devon. Elle est située au sud de l'île Cornwall de laquelle elle est séparée par le détroit de Belcher. L'île Table est située à environ 4 km au nord-est de l'île Ekins.